# Prolysiopetalum hoffmani
Prolysiopetalum hoffmani är en mångfotingart som beskrevs av Pius Strasser 1970. Prolysiopetalum hoffmani ingår i släktet Prolysiopetalum och familjen Schizopetalidae. Inga underarter finns listade i Catalogue of Life.